# Lowlands 2010
Lowlands 2010 (voluit: A Campingflight to Lowlands Paradise) is een Nederlands muziek- en cultuurfestival dat op 20, 21 en 22 augustus 2010 plaatsvond in Biddinghuizen. Het was de 18e editie van het Lowlandsfestival. Op maandag 1 maart 2010 waren alle kaarten in een recordtijd uitverkocht, 8 dagen na de start van de voorverkoop op 21 februari 2010.

## Artiesten
| - 3OH!3 - 30 Seconds to Mars - Actress - Admiral Freebee - Aeroplane - Against Me! - Air - Airship - Alain Johannes - All Time Low - And So I Watch You From Afar - Andra generationen - Anouk - A-Trak - Balthazar - Band of Horses - Band of Skulls - BASKERVILLE - Beach House - Black Sun Empire - Blaudzun - Blink 182 - Blood Red Shoes - Bloody Beetroots Death Crew 77 - Boemklatsch - Boom Boom du Terre - Broken Bells - Burning Spear - Caribou - Caspa & MC Rod Azlan - Chase & Status(live) - Cymbals Eat Guitars - Daily Bread - Dan Le Sac vs. Scroobius Pip - Darkstar - Dave Clarke - deadmau5 - Delphic - Diablo Swing Orchestra - Die Antwoord - DJ FS Green - DJ St. Paul - Dorian Concept - Dr. Lektroluv - Ed Rush - Fat Freddy's Drop - Figli Di Madre Ignota - Finntroll - Floating Points - Flying Lotus | - Foals - Fool's Gold - Fresku - Frightened Rabbit - Gentleman & The Revolution - Ginger Ninja - Go Back to the Zoo - Gonjasufi - Gomes - Graffiti6 - Groove Armada - Hef & Önder (BangBros) - Holy Fuck - Hot Chip - Hudson Mohawke - I Blame Coco - Imelda May - Jack Parow - Jaga Jazzist - Jesca Hoop - Joker - Jonsi - Kalio Gayo - Katzenjammer - Kees van Hondt - Kele - King Midas Sound - Klavan Gadjé - La Pegatina - Laura Marling - LCD Soundsystem - Len Faki - Local Natives - Magnetic Man - Major Lazer - MakeBelieve - Marcel Dettmann b2b Ben Klock - Marina and the Diamonds - Mark Lanegan - Martijn Koning - Martyn - Massive Attack - Miike Snow - Minus the Bear - Moss - Mount Kimbie - Mumford & Sons - My Favorite Scar - Netsky - NOFX - Noisia | - Nosaj Thing - OK Go - Olene Kadar - Peggy Sue - Pendulum - Peter Pannekoek - Placebo - Queens of the Stone Age - Richie Hawtin presents Plastikman - René van Meurs - Roska - Schlachthofbronx - Selah Sue - Shameboy - Shantel & Bucovina Club Orkestar - Shed(live) - Skindred - Skream - Sleepy Sun - Snow Patrol - Staff Benda Bilili - Steffi - Subfocus & MC I.D. - Surfer Blood - Tame Impala - The DJ Producer - The Drums - The Gaslight Anthem - The Hundred in the Hands - The Kooks - The Low Anthem - The National - The Q4 - The Soft Pack - The Specials - The Ting Tings - The Upsessions - The xx - Tim Knol - Tinie Tempah - Triggerfinger - Two Door Cinema Club - Typhoon - Vieux Farka Touré - Villagers - Von Rosenthal De La Vegaz - Wallis Bird - WALLS - Yeasayer - You Me at Six - Zorita |